# Вилеро (Кунео)
Вилеро је насеље у Италији у округу Кунео, региону Пијемонт.
Према процени из 2011. у насељу је живело 164 становника. Насеље се налази на надморској висини од 692 м.